# نبت
نبت (انگلیسی: Nebet؛ به‌معنای «بانوی بزرگ»، زنده فعال حوالی ۲۳۲۰ پیش از میلاد) زنی بود که در واپسین دورهٔ پادشاهی کهن مصر، از سوی فرعون پپی یکم از دودمان ششم مصر به مقام وزارت منصوب شد. پپی یکم داماد او (و احتمالاً در عین حال خواهرزاده‌اش) بود.
نبِت نخستین زن در تاریخ مصر باستان است که رسیدن او به مقام وزارت به ثبت رسیده است؛ وزیر زن بعدی، تا دودمان بیست‌وششم پدیدار نشد.
او همسر خوئی، یکی از اشراف‌زادگان مصر، بود که مقام سرپرست «شهر اهرام» را برعهده داشت.
دختران نبِت، یعنی عنخ‌اِسِن‌پپی یکم و عنخ‌اِسِن‌پپی دوم به‌ترتیب مادران دو فرعون بودند: مرنرع یکم و پپی دوم
پسرش، جاختو که در ابیدوس آرامگاهی داشت، به‌عنوان وزیر در خدمت خواهرزادگانش یعنی همین پادشاهان بود. از نبِت در آرامگاه جاختو نیز یاد شده است.
وزیر نبِت هم‌عصر مقام‌دار معروف دیگر، وِنی حکیم بود.